# Leopold Krizar

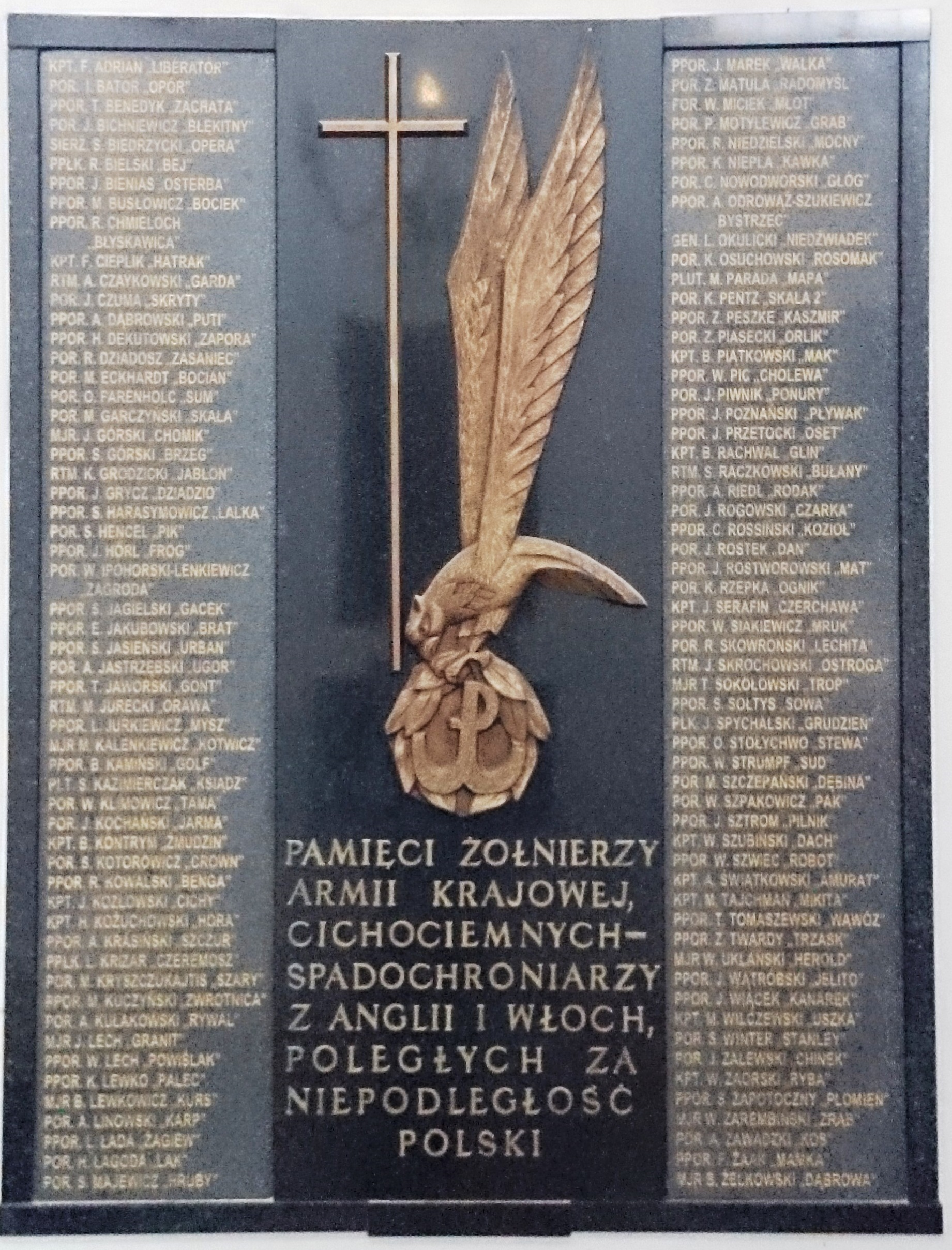
Tablica w kościele św. Jacka w Warszawie, upamiętniająca poległych cichociemnych, w tym Leopolda Krizara

Leopold Krizar, ps. Czeremosz, Buk, Leon Halicki (ur. 30 października 1896 w Miliowie, zm. w nocy z 16/17 października 1944 k. Sokołowa) – podpułkownik piechoty Wojska Polskiego, cichociemny, kawaler Orderu Virtuti Militari.

## Życiorys
Leopold Krizar urodził się 30 października 1896 roku we wsi Miliów, w ówczesnym powiecie wyżnickim Księstwa Bukowiny, w rodzinie Ferdynanda i Rypsymy z Nikosiewiczów. Uczył się w szkole powszechnej w Kutach. W roku szkolnym 1913/1914 był uczniem klasy V Filii C.K. VII Gimnazjum we Lwowie, VII klasę gimnazjum klasycznego ukończył w Stanisławowie, a świadectwo maturalne uzyskał w II Gimnazjum Państwowym w Wiedniu w 1915 roku. 
Od marca 1916 do października 1918 roku służył w armii austriackiej. W tym czasie ukończył Szkołę Oficerów rezerwy XI Korpusu w Jägerndorfie (Krnov, na Śląsku). 15 sierpnia 1917 roku został ciężko ranny. Od 3 listopada do 15 grudnia 1918 roku był internowany przez Ukraińców w Galicji Wschodniej.
Od lipca 1919 roku organizował Wojsko Polskie w Kołomyi. Od sierpnia 1919 roku do grudnia 1926 roku służył w 3 pułku piechoty Legionów. 5 czerwca 1920 roku był ponownie ranny, w czasie wojny polsko-bolszewickiej 3-krotnie kontuzjowany. Dekretem Wodza Naczelnego L. 2632 z 19 lutego 1921 r. został zatwierdzony z dniem 1 kwietnia 1920 roku w stopniu porucznika w piechocie (jako oficer z byłej armii austro-węgierskiej). W latach 1922–1926 zajmował stanowisko adiutanta II batalionu 3 pułku piechoty Legionów. Z dniem 7 stycznia 1925 r. został odkomenderowany na IX-ty pięciomiesięczny Kurs Doszkolenia Młodszych Oficerów Piechoty w Chełmnie. 16 grudnia 1926 roku został przeniesiony do 30 pułku strzelców kaniowskich w Warszawie. 12 kwietnia 1927 roku awansowany do stopnia kapitana ze starszeństwem z dniem 1 stycznia 1927 roku i 116. lokatą w korpusie oficerów piechoty. 29 stycznia 1930 roku został przeniesiony do Korpusu Ochrony Pogranicza. Wiosną 1939 roku był dowódcą I batalionu w 29 pułku strzelców kaniowskich w Kaliszu.
W czasie kampanii wrześniowej 1939 roku dowodził batalionem w Ośrodku Zapasowym 25 Dywizji Piechoty. Przekroczył granicę polsko-rumuńską 18 września 1939 roku. Był internowany w Rumunii. W marcu 1940 roku znalazł się we Francji, gdzie został przydzielony do Samodzielnej Brygady Strzelców Podhalańskich. Służył tam jako 1. oficer sztabu 1 półbrygady. Wraz z nią uczestniczył w bitwie o Narwik. Od czerwca 1940 roku przebywał w Wielkiej Brytanii, gdzie służył jako kierownik szkolenia piechoty w Centrum Wyszkolenia Piechoty. 21 lipca 1942 roku został I zastępcą dowódcy 1 batalionu Strzelców Podhalańskich.
Po przeszkoleniu został zaprzysiężony 27 sierpnia 1943 roku w Oddziale VI Sztabu Naczelnego Wodza. Od grudnia 1943 roku był komendantem Bazy nr 10 (była to baza szkoleniowa o kryptonimie „Impudent”) we Włoszech. Brał udział w zrzucie nad Polską w nocy z 16 na 17 października 1944 roku w ramach operacji „Poldek 1” dowodzonej przez por. naw. Stanisława Kleybora na placówkę „Newa” 19 km na południowy wschód od Piotrkowa Trybunalskiego. Podczas skoku zaplątał się w taśmy na zewnątrz samolotu, po czym został odcięty przez niewiedzącego o tym podoficera pokładowego (despatchera). Zginął śmiercią spadochroniarza, spadając w lasku Kluczowotki, 800 m na południowy wschód od Sokołowa. Ciało znaleziono 22 października 1944 roku.
Leopold Krizar był żonaty z Marią Wicherską, z którą miał dwóch synów: Leszka (ur. 1923) i Tadeusza (ur. 1924).

## Awanse
- chorąży – 19 września 1917 roku
- podporucznik (armii austriackiej) – ze starszeństwem z dniem 19 września 1917 roku
- porucznik – ze starszeństwem z dniem 19 lutego 1920 roku
- kapitan – ze starszeństwem z dniem 1 stycznia 1927 roku
- major – ze starszeństwem z dniem 19 marca 1938 roku
- podpułkownik – październik 1944 roku.

## Ordery i odznaczenia
- Krzyż Srebrny Orderu Wojskowego Virtuti Militari nr 2052[2] – 28 lutego 1921[11]
- Krzyż Walecznych
- Złoty Krzyż Zasługi z Mieczami – pośmiertnie
- Medal Wojska dwukrotnie
- Srebrny Krzyż Zasługi – 19 marca 1937[12][13]
- Medal Pamiątkowy za Wojnę 1918–1921[14]
- Medal Dziesięciolecia Odzyskanej Niepodległości[14]
- Brązowy Medal za Długoletnią Służbę[a]
- Odznaka za Rany i Kontuzje[14]
- Krzyż Oficerski Orderu Korony Rumunii (Rumunia)[15]
- Krzyż Wojenny ze Srebrną Gwiazdą (Francja, pośmiertnie)

## Upamiętnienie
W lewej nawie kościoła św. Jacka przy ul. Freta w Warszawie odsłonięto w 1980 roku tablicę Pamięci żołnierzy Armii Krajowej, cichociemnych – spadochroniarzy z Anglii i Włoch, poległych za niepodległość Polski. Wśród wymienionych 110 poległych cichociemnych jest Leopold Krizar.